# Jan van der Dussen (filosoof, historicus)
Willem Johannis (Jan) van der Dussen (Bandung, Nederlands-Indië, 21 oktober 1940) is een Nederlands filosoof, historicus en hoogleraar.

## Levensloop
Van december 1943 tot november 1945 was hij geïnterneerd in het jappenkamp Banyubiru 11, en in januari 1946 werd hij met zijn moeder en jongere broer naar Nederland overgebracht. Na de lagere school volgde hij de gymnasiumopleiding aan het Maerlant-Lyceum in Den Haag (1953-1959). Van 1959 tot 1966 studeerde hij geschiedenis en wijsbegeerte aan de Rijksuniversiteit Leiden.
Na zijn doctoraalexamen geschiedenis in 1966 vervulde hij in 1968-1969 zijn militaire dienstplicht, waarbij hij te werk werd gesteld bij de wetenschappelijke staf van de Luchtmacht Stafschool te Ypenburg. In 1969-70 studeerde hij met een scholarship van de Canada Council aan York University, Toronto, Canada, waar hij een graduate program in philosophy volgde bij prof. J.O. Wisdom en prof. I.C. Jarvie, terwijl hij in Glendon College, Toronto, een graduate course on philosophy of history volgde bij prof. W.H. Dray.
Na zijn doctoraalexamen filosofie aan de Rijksuniversiteit Leiden in 1970 was hij in 1971-1973 werkzaam op de afdeling beleidsvoorbereiding van de Netherlands Universities Foundation for International Co-operation (NUFFIC) in Den Haag. Vervolgens was hij van 1973 tot 1988 wetenschappelijk (hoofd)medewerker/universitair hoofddocent filosofie van de geschiedenis aan de Katholieke Universiteit Nijmegen. In 1980 promoveerde hij aan de Centrale Interfaculteit van de Rijksuniversiteit Leiden bij prof. G. Nuchelmans op het proefschrift History as a Science. Collingwood’s Philosophy of History. In 1984 ontving hij van de Koninklijke Hollandsche Maatschappij der Wetenschappen de Prins Bernhard Fonds Prijs voor deze studie.
In 1983 was hij met een Fulbright scholarship als visiting scholar verbonden aan de University of Chicago, waar hij in het bijzonder contact had met S. Toulmin, E. Shils, P. Ricoeur en A. Momigliano, en vanaf 1985 tot en met 1986 was hij verbonden aan het Netherlands Institute for Advanced Studies (NIAS) in Wassenaar. In 1988 werd hij benoemd tot hoogleraar geschiedenis en filosofie in de faculteit Cultuurwetenschappen van de Open Universiteit in Heerlen, aan welke instelling hij tot zijn emeritaat in 2005 verbonden bleef.
Van 1997 tot 2002 maakte hij deel uit van de gemeenteraad van Heerlen in de fractie van de VVD.

## Publicaties
Jan van der Dussen verkreeg bekendheid door zijn studie over de geschiedfilosofie van de veelzijdige filosoof, archeoloog en historicus Robin George Collingwood (1889-1943), waarmee hij voor het eerst kennismaakte tijdens zijn studie bij prof. W.H. Dray in 1969-70 in Toronto. In 1980 promoveerde hij op Collingwoods geschiedfilosofie, waarbij hij niet alleen de eerste was die gebruik heeft gemaakt van de ruim 4000 bladzijden van Collingwoods ongepubliceerde manuscripten die in 1978 door diens weduwe aan de Bodleian Library in Oxford waren overhandigd, maar ook van Collingwoods archeologische en historische geschriften.
In 1981 verscheen de handelsuitgave van zijn proefschrift bij Nijhoff, waarvan in 2020 een tweede uitgave verscheen bij Brill.
- De filosofie van Popper en de methodenstrijd, Algemeen Nederlands Tijdschrift voor Wijsbegeerte 63 (1971), 246-69.
- History as a Science: Collingwood's Philosophy of History (dissertatie), Meppel, 1980.
- History as a Science. The Philosophy of R.G. Collingwood, Den Haag, Martinus Nijhoff, 1981..
- Filosofie van de Geschiedenis. Een Inleiding, Muiderberg, Coutinho, 1986.
- Filosofie van de Geschiedwetenschappen, Den Haag, Martinus Nijhoff, 1988.
- Met Lionel Rubinoff ed.: Objectivity, Method and Point of View. Essays in the Philosophy of History, Leiden, Brill, 1991.
- Editor van de herziene uitgave van R.G. Collingwood, The Idea of History, Oxford, Oxford University Press, 1993.
- Met Kevin Wilson ed.: The History of the Idea of Europe, Milton Keynes, 1993. Heruitgave: London and New York, Routledge, 1995.
- Met W.H. Dray ed.: R.G. Collingwood. The Principles of History and Other Writings in Philosophy of History, Oxford, Oxford University Press, 1999.
- Geschiedenis en Beschaving. Kritische Opstellen over Verleden, Heden en Toekomst, Hilversum, Verloren, 2005.
- Tekenen des Tijds (afscheidsrede), Heerlen, 2005.
- Studies on Collingwood, History and Civilization, Dordrecht, Springer, 2016.
- History as a Science. The Philosophy of R.G. Collingwood, Second edition, Leiden, Brill, 2020.

In 2002 leverde Van der Dussen een bijdrage aan de bundel Cultuurfilosofie, over het gebrek aan historisch besef in de hedendaagse samenleving.